# Región Oriental del Paraguay
La Región Oriental del Paraguay, también conocida como la Paraneña Paraguaya, es una de las dos regiones que forman la República del Paraguay. Está formada por catorce de los diecisiete departamentos del país, a los que hay que sumar el distrito capital Asunción, que no está integrada a ningún departamento. 
Limita al norte con Brasil, al este y sur con el río Paraná que la separa de Brasil (por el noreste) y de la Argentina (por el sur), y al oeste limita con el río Paraguay que la separa también de Argentina (suroeste) y del Chaco paraguayo (noroeste), este último correspondiente a la región occidental. 
Según datos del censo paraguayo de 2022, la Región Oriental cuenta con 5 898 317 habitantes, lo que supone el 97% de la población total del país. Sin embargo, con una extensión de 159 827 km², abarca sólo el 39% de la extensión total del país. La densidad de población de esta región es de 36,9 hab/km². 
Es la región más desarrollada, pues están las principales instituciones de la República y los más importantes patrimonios históricos y culturales. Contiene la mayor estructura sanitaria, vial, educativa, de comunicación y servicios básicos del país. Así mismo, concentra la mayoría de las ciudades con mayor movimiento comercial, así como industrias, servicios y también por la agricultura, debido a que es la región más fértil del país.

## Departamentos de la región
Esta región está formada por catorce de los diecisiete departamentos de Paraguay, más el distrito capital Asunción. Son los siguientesː
| ISO 3166-2:PY | Departamento               | Capital                  | Población (2022) | Superficie (km²) | Densidad (hab/km²) |
| ------------- | -------------------------- | ------------------------ | ---------------- | ---------------- | ------------------ |
| PY-ASU        | Distrito Capital(*)        | Asunción                 | 462 241          | 117              | 3951               |
| PY-1          | Concepción                 | Concepción               | 206 181          | 18 051           | 11,42              |
| PY-2          | San Pedro                  | San Pedro de Ycuamandiyú | 355 175          | 20 002           | 17,75              |
| PY-3          | Cordillera                 | Caacupé                  | 268 037          | 4 948            | 54,17              |
| PY-4          | Guairá                     | Villarrica               | 179 555          | 3 846            | 46,69              |
| PY-5          | Caaguazú                   | Coronel Oviedo           | 431 519          | 11 474           | 37,61              |
| PY-6          | Caazapá                    | Caazapá                  | 139 479          | 9 496            | 14,69              |
| PY-7          | Itapúa                     | Encarnación              | 449 642          | 16 525           | 27,21              |
| PY-8          | Misiones                   | San Juan Bautista        | 111 142          | 9 556            | 11,63              |
| PY-9          | Paraguarí                  | Paraguarí                | 200 472          | 8 705            | 23,03              |
| PY-10         | Alto Paraná                | Ciudad del Este          | 763 702          | 14 895           | 51,27              |
| PY-11         | Central                    | Areguá                   | 1 883 927        | 2 465            | 764,27             |
| PY-12         | Ñeembucú                   | Pilar                    | 76 719           | 12 147           | 6,32               |
| PY-13         | Amambay                    | Pedro Juan Caballero     | 179 412          | 12 933           | 13,87              |
| PY-14         | Canindeyú                  | Salto del Guairá         | 191 114          | 14 667           | 13,03              |
|               | Región Oriental (Paraneña) |                          | 5 898 317        | 159 827          | 36,9               |

Obs.: (*) Asunción no es considerada un departamento oficialmente, pero se lo considera así para registros de censos, encuestas y estadísticas.

## Geografía
La Región Oriental está subdividida en dos subregiones, la mayor corresponde a la propia cuenca del río Paraguay, y una de menor para la cuenca del río Paraná. Predominan los bosques tropicales y subtropicales, y las constantes precipitaciones debido a que gran parte de la región se encuentra cubierta por la selva Atlántica, esta selva se encuentra en un estado crítico debido a amenazas como la tala indiscriminada, la erosión del suelo, los incendios forestales, el uso inapropiado de agroquímicos, la caza indiscriminada y el monocultivo. En menos de 60 años, la parte oriental del Paraguay redujo su área forestal más de un 90%, quedando fragmentos de la selva altamente aislados. Esta región también tiene extensas planicies, profundos valles y tierras bajas. Aproximadamente el 80% de la región está por debajo de los 300 m. Sus altitudes oscilan desde más de 611 m s. n. m. en la zona noreste, cerca del Amambay, hasta 65 m s. n. m. en el suroeste, lugar donde confluyen los ríos Paraná y Paraguay. La región está drenada principalmente por ríos que fluyen al oeste del río Paraguay, aunque algunos fluyen al este del río Parana. Bajos prados, sometidos a inundaciones, separan las montañas del este del río Paraguay.
El relieve de la Región Oriental es resultado de la Meseta Brasileña que se extiende hacia el norte hasta la Llanura Amazónica y hacia el este al Océano Atlántico. Esta planicie posee un varios cerros, algunas cordilleras de reducida altura y valles por los que discurren ríos y arroyos. La altitud promedio de la región es de 286 m. Se presentan en esta región tres sistemas montañosos: la sierra de Amambay, la de Maracayú y la de Caaguazú. Las alturas máximas se encuentran en la cordillera del Ybytyruzú, donde destaca el cerro Tres Kandu con 842 m s. n. m.

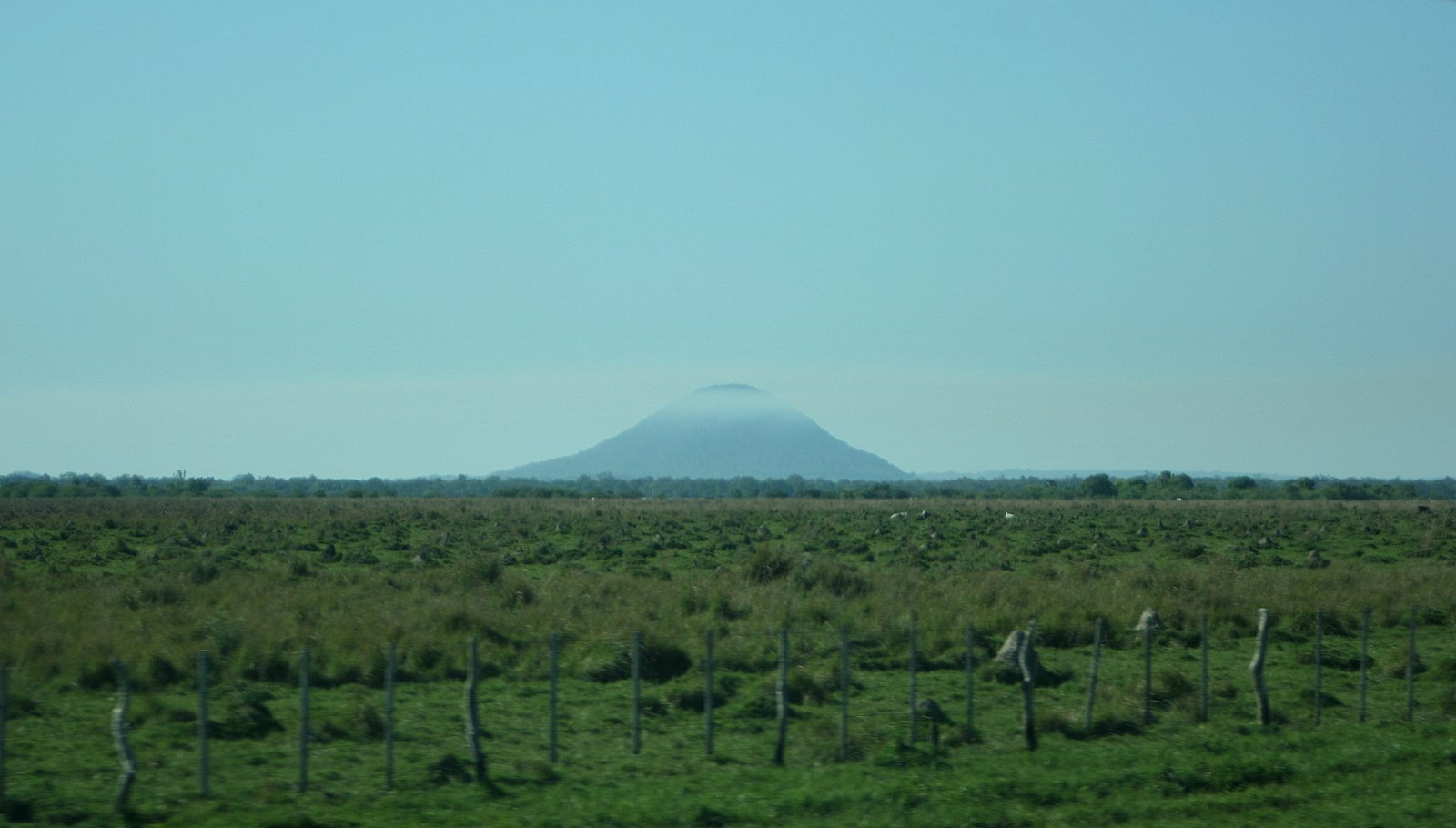
Colinas cerca de Paraguarí
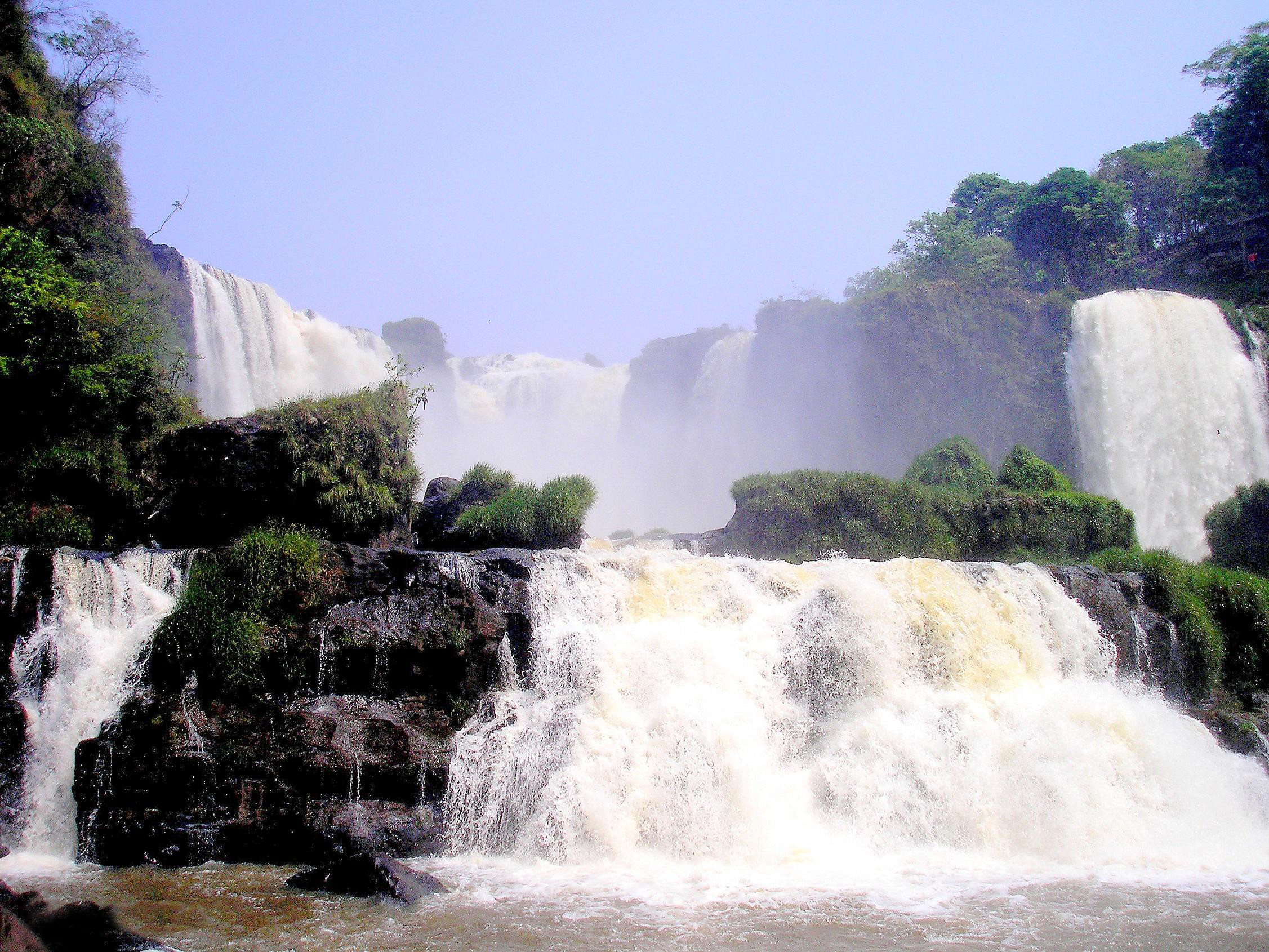
Saltos del Monday
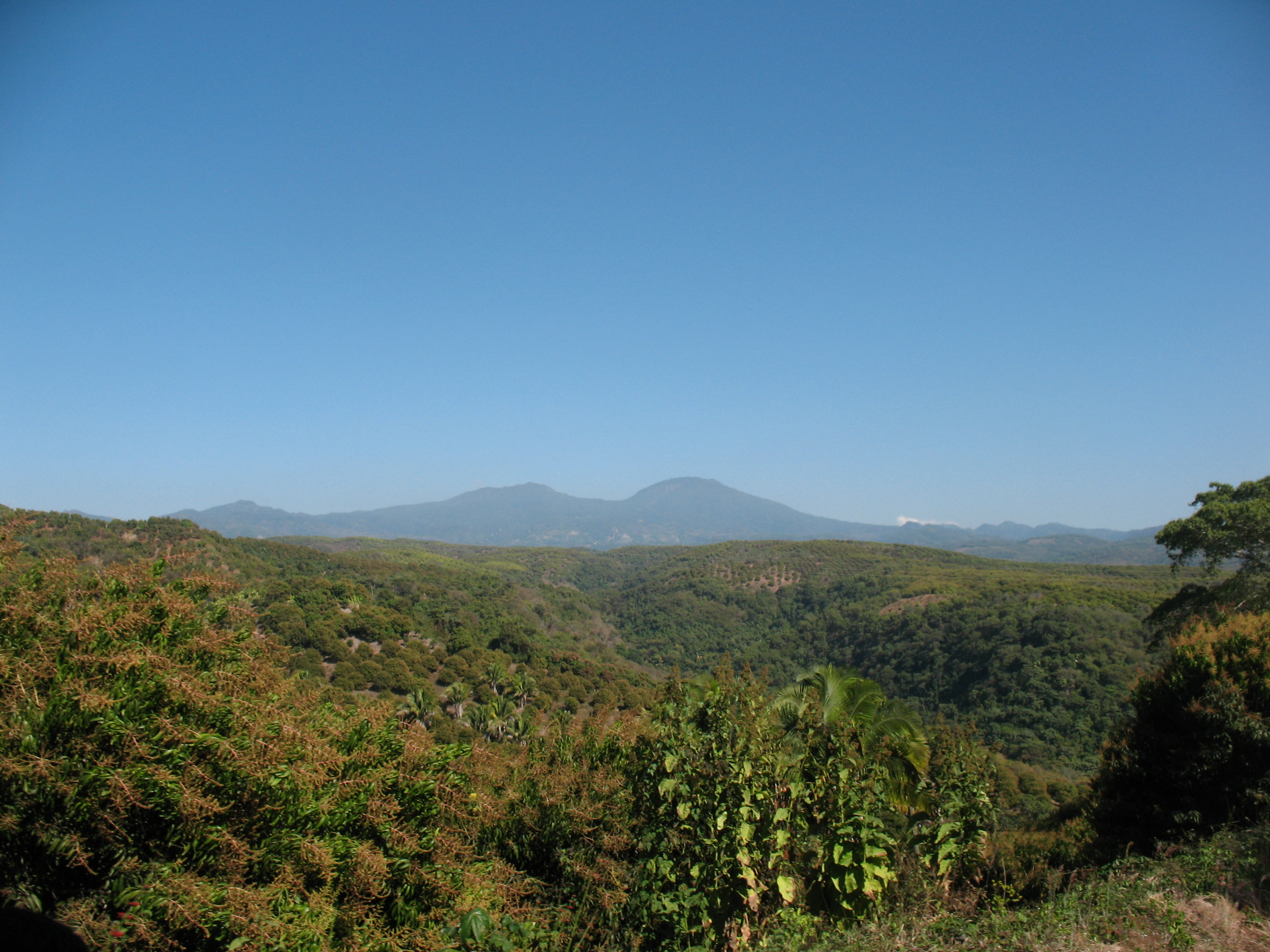
Parque Nacional de Cerro Corá
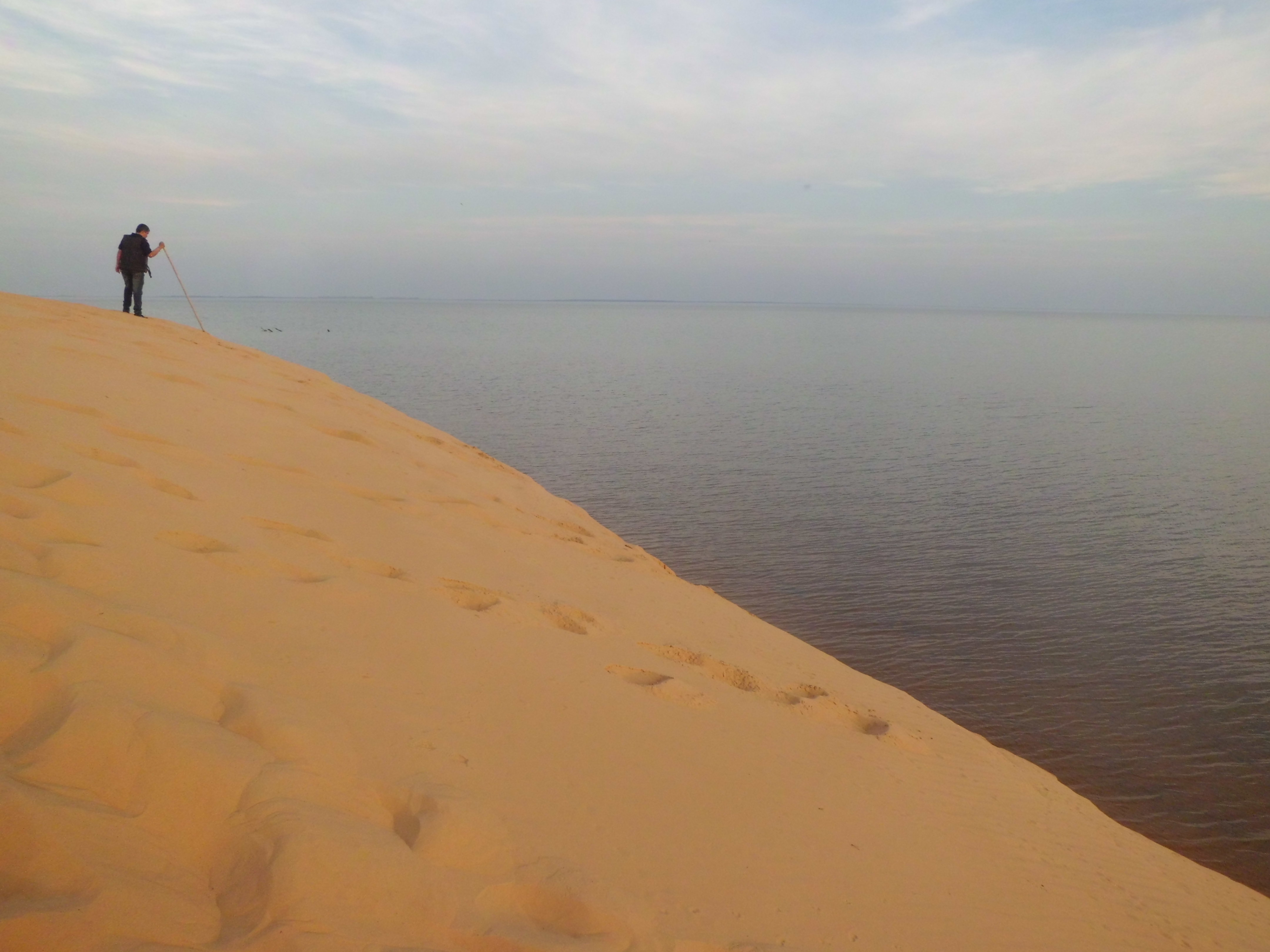
Dunas de San Cosme y Damián
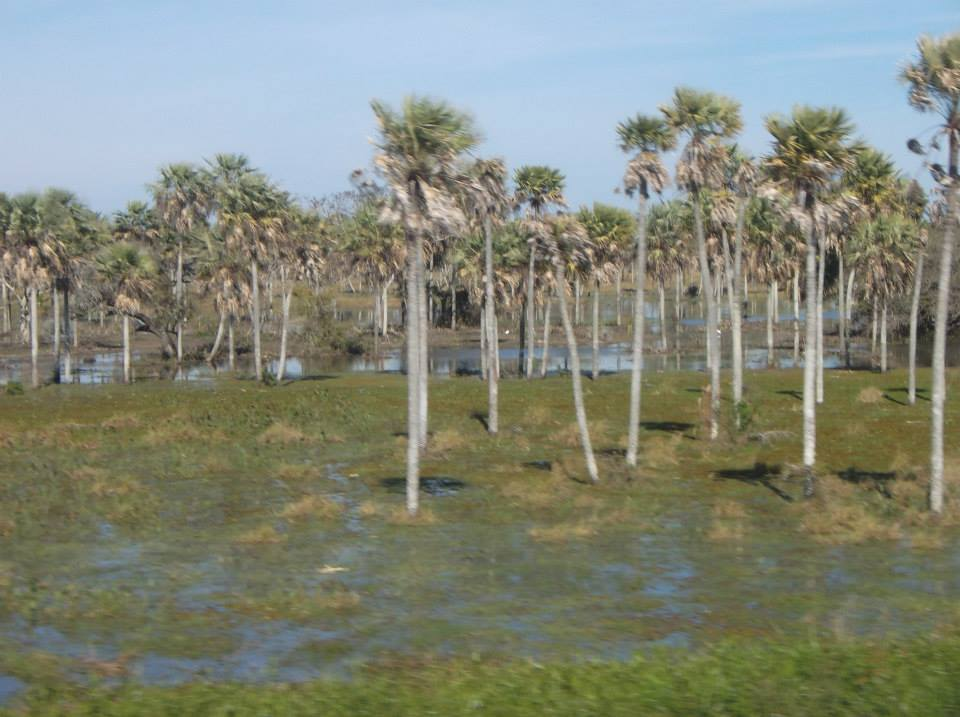
Palmares y humedales en Ñeembucú

### Fauna

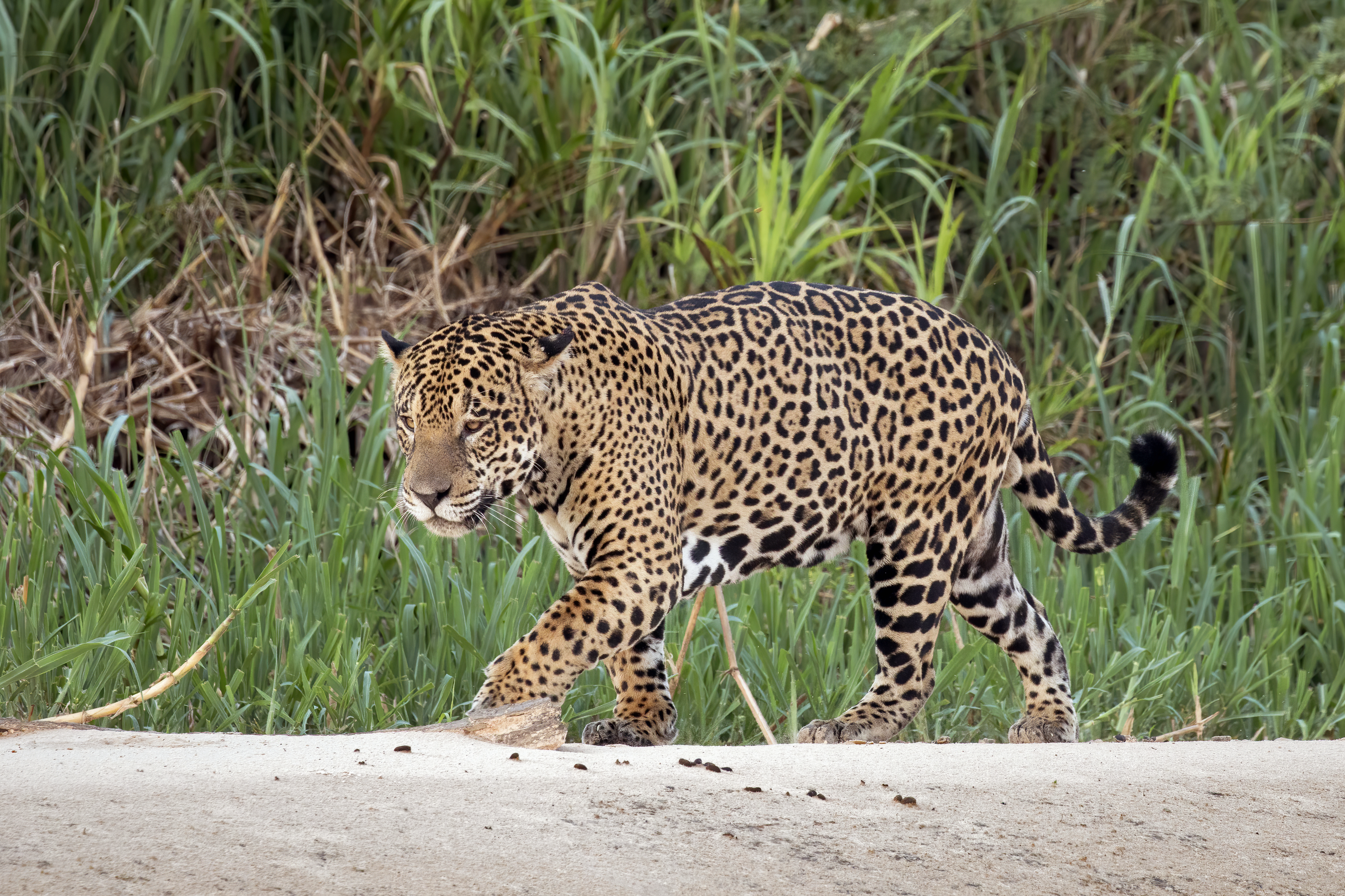
Jaguar_(Panthera_onca_palustris)_male_Three_Brothers_River_2

La Región Oriental cuenta con una gran variedad de aves como el buitre, el chimango, el gavilán, la lechuza, el guacamayo, el pájaro campana, la calandria,y el Pitogüe. Existen varias especies de zorzales, la golondrina, la familia de los picaflores y el martín pescador, entre otros. 
También se encuentran mamíferos como el jaguar, el carayá negro, el ocelote, el oso hormiguero gigante, el gato de geoffroy, el puma, el tapir amazónico, el aguará guazú, el yaguarundí, el oso melero y los tatúes.
Los peces más comunes son el surubí, el dorado, la corvina, el armado, la raya, el bagre, el pati y la piraña. En el ecosistema acuático se encuentran también reptiles como el caimán, la iguana y el camaleón. Otros reptiles notables de esta región son la serpiente de coral y la ñandurire, que es la víbora más pequeña de todas.

## Subregiones
La región se divide en cinco subregiones fisiográficasː la meseta del Paraná, las tierras altas del norte, la cadena montañosa central, las tierras bajas centrales y la planicie de Ñeembucú. 

### Meseta del Paraná
En el este, la densamente arbolada meseta del Paraná ocupa un tercio de la región y se extiende de norte a sur y hasta 145 km al oeste de la frontera con Brasil y Argentina. El borde oeste de la meseta del Paraná está definido por una escarpadura que desciende desde una elevación de 460 m hasta 180 m en el extremo sur de la subregión. La meseta se inclina moderadamente hacia el sureste, su notablemente uniforme superficie es interrumpida solo por los valles de los afluentes del río Paraná que fluyen hacia el oeste.

### Tierras altas del norte
Las tierras altas del norte, la cadena montañosa central y las tierras bajas centrales constituyen el terreno más bajo entre el escarpamiento y el río Paraguay. La primera de estas erosionadas subregiones se estira hacia el oeste de la meseta del Paraná ocupando la porción al norte desde el río Aquidabán hasta el río Apa, en el departamento de Amambay, frontera con Brasil. Su mayor parte consiste en una meseta ondulante de unos 180 m de altitud y unos 90 m más alta que la planicie del sur.

### Cadena montañosa central
La cadena de colinas centrales comprende el área circundante a Asunción, como ser partes del departamento de Cordillera, Paraguarí y Guairá. Aunque en esta región no escasean los terrenos planos, los más numerosos son irregulares y desnivelados. Son comunes las pequeñas y aisladas cumbres y algunos lagos. 

### Tierras bajas centrales
Entre estas dos subregiones de tierras altas se encuentran las tierras bajas centrales, un área que se inclina hacia el norte desde el río Paraguay hasta la meseta del Paraná. Los valles de esta subregión son anchos y profundos, y periódicamente están sometidos a inundaciones y formando pantanos estacionales. Lo más característico de esta subregión son sus colinas de cumbres planas que sobresalen de cinco a seis metros sobre la planicie herbosa; densamente arboladas, cubren áreas superiores a una hectárea y, aparentemente, son remanentes de rocas erosionadas llamadas islas de monte y sus bordes, costas.

### Planicie Ñeembucú
Esta quinta y última subregión se sitúa en el extremo suroeste de la región paraneña. Se trata de una planicie aluvial levemente inclinada de oeste a suroeste. El río Tebicuary, uno de los principales afluentes del río Paraguay, corta en dos la pantanosa subregión.

## Clima

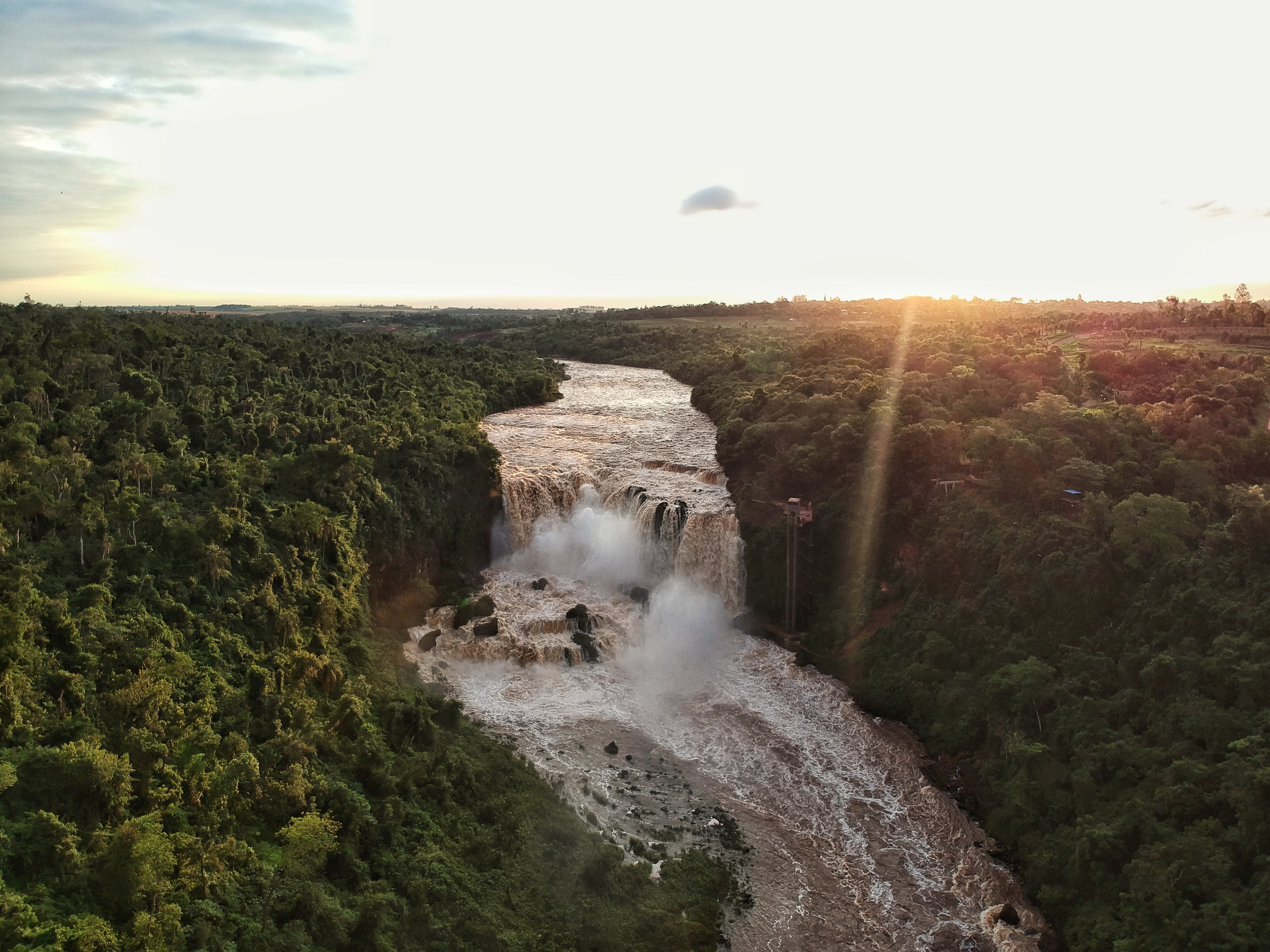
Ecorregión de la Selva Atlántica (Alto Paraná).

Según Köppen, el clima en la región oriental se clasifica en dos: el tropical de sabana (Aw), al norte de la región oriental; y el subtropical húmedo (Cfa) al sur de la región oriental. La temperatura media anual en la región varía entre 20 °C (sur) a 24 °C (norte).
En general en la región oriental, los veranos son calurosos, con una media estacional que varía entre 26 °C (sur) a 28 °C (norte) y lluviosos, con más de 100 milímetros de lluvias mensuales en esta estación. Los inviernos por lo general son suaves, con una media estacional que varía entre 16 °C (sur) a 19 °C (norte). Las precipitaciones son abundantes a lo largo del año (1300-1800 mm anuales), siendo mayores en la zona sur.
La zona norte de la región oriental (Aw) se caracteriza por las bajas precipitaciones en los meses invernales comparado con el resto del año, que es abundante. De octubre a abril el tiempo se vuelve húmedo (debido a la inestabilidad climática) y muy caluroso debido al reinante viento norte en la zona; mientras cuando caen los promedios de precipitaciones (mayo a septiembre) se vuelve notoriamente más fresco el clima, pudiéndose desarrollar suaves heladas (promedio de un día al año/año de por medio) entre junio a agosto, especialmente en la zona de transición climática (centro de la región oriental).
La zona sur de la región oriental (Cfa) se caracteriza por tener abundantes precipitaciones regularmente distribuidas mensualmente cada año (en todos los meses del año se superan los 100 mm como media). Los veranos son calurosos, pero los inviernos son más frescos y hay más posibilidad de que se den heladas (promedio de tres al año aproximadamente), y excepcionalmente caída de aguanieve.

## Economía

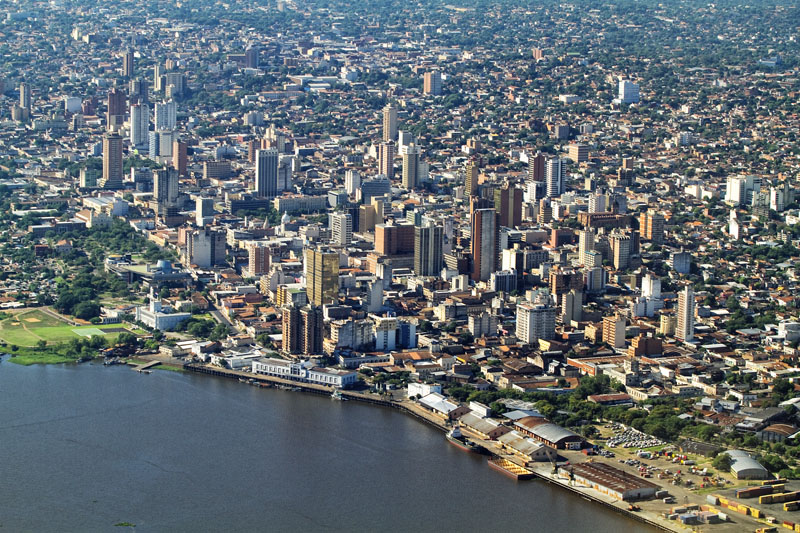
Asunción, capital y centro económico del país

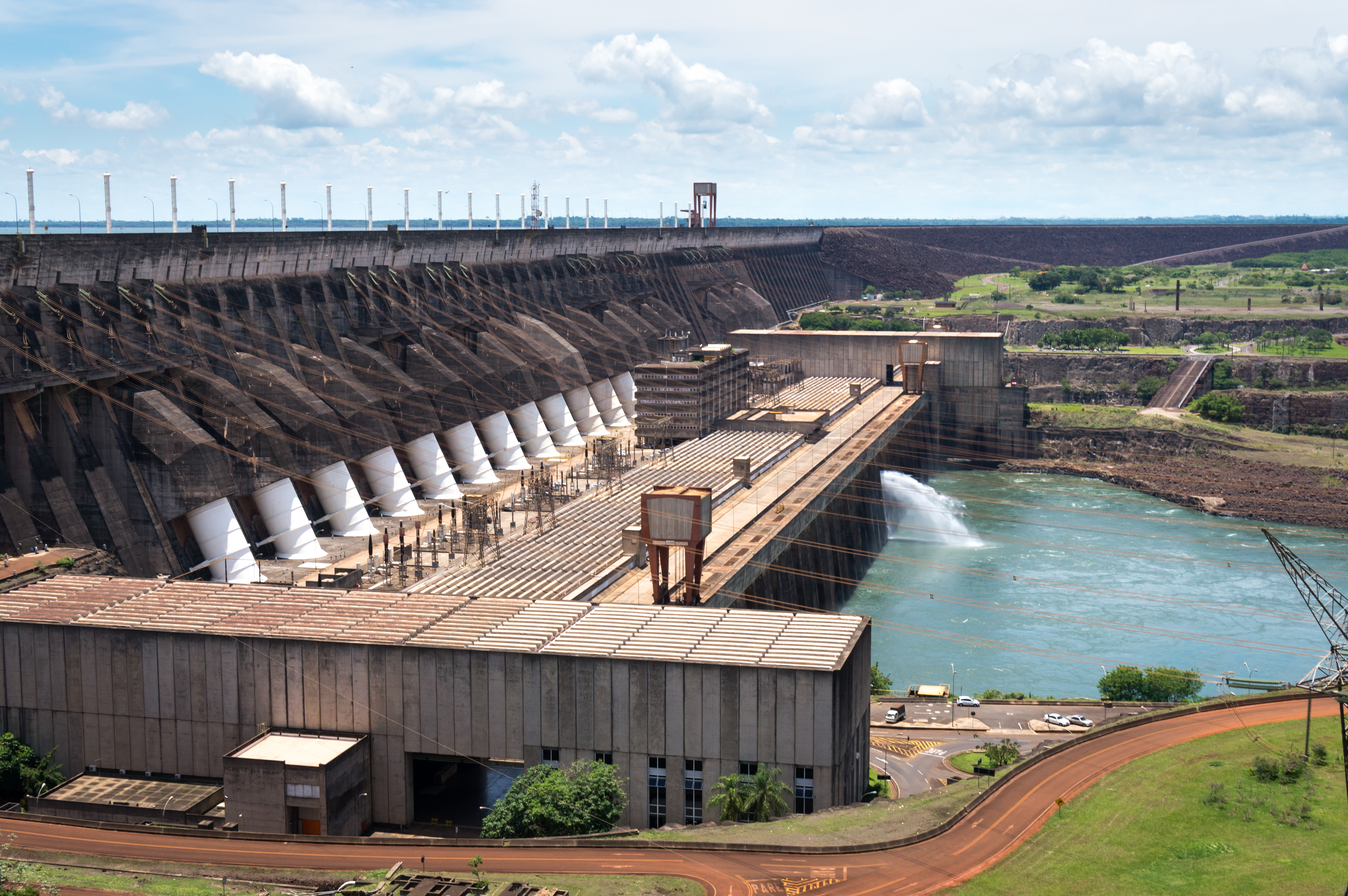
Central hidroeléctrica de Itaipú

Los bosques constituyen una gran reserva de madera dura, pero solo existen unas pocas autopistas para transportar la producción. El desarrollo del flujo de producción se ve gravemente obstaculizado y el área forestal está escasamente poblada.
Los productos más importantes de la planta de extracción en Paraguay son la madera, la yerba mate y el aceite petit-grain (extraído de la flor del naranjo). Aunque se encuentran algunos cultivos de yerba mate, la mayor parte de la producción proviene de árboles que crecen naturalmente en medio del bosque. Recientemente, la producción de café comenzó en el departamento de Amambay, en grandes propiedades de empresas de Brasil y Estados Unidos. Pero tanto el Departamento de Amambay como Concepción también son áreas de ganadería extensiva. Con respecto a la agricultura, los suelos de estas tierras son los más importantes del país. La mayoría de los cultivos y rebaños se concentran en estos suelos. El área principal se encuentra al este y sureste de la capital, Asunción. A pesar de esto, las áreas más pequeñas se concentran en el sur, en las áreas adyacentes de San Ignacio y Encarnación.
En toda la región oriental hay una gran variedad de verduras, cereales y tubérculos. Todos estos productos son cultivados principalmente por la agricultura de subsistencia. Los principales productos agrícolas comerciales como el algodón, el tabaco y la caña de azúcar son de cierta importancia, aunque la ganadería ha sido una actividad básica desde los primeros días de la colonización.  Dos grandes centrales hidroeléctricas, Itaipú y Yacyretá, están ubicadas en el río Paraná, en la frontera con Brasil y Argentina, respectivamente. Ambos proporcionan energía y regalías a Paraguay.
Las ciudades más grandes del país están ubicadas en la región oriental, lo que también garantiza un importante sector de servicios, que moviliza el turismo de compra, especialmente por parte de turistas y comerciantes argentinos y brasileños, abasteciéndose con productos como electrodomésticos, tabaco y alcohol, que se ofrecen a un precio más bajo que en los países vecinos. En los últimos años, este sector ha sido amenazado por controles estrictos por parte de las autoridades aduaneras extranjeras, y por reclamos de una mayor cobertura tributaria por parte del gobierno de Paraguay. Los trabajadores y vendedores que operan en su cuenta y sin registro todavía constituyen una parte importante de la población activa. Ciudad del Este tiene una de las áreas de libre comercio más grande del mundo.

## Transporte

### Rutas Nacionales de la Región
| Ruta: | Inicio                                       | Final                                    | Departamentos que atraviesa                                        | Longitud (km) |
| ----- | -------------------------------------------- | ---------------------------------------- | ------------------------------------------------------------------ | ------------- |
| PY01  | Asunción                                     | Encarnación                              | Central, Paraguarí, Misiones, Itapúa.                              | 382           |
| PY02  | Asunción                                     | Ciudad del Este                          | Central, Cordillera, Caaguazú, Alto Paraná.                        | 343           |
| PY03  | Asunción                                     | Salto del Guairá                         | Central, Cordillera, San Pedro, Canindeyú.                         | 413           |
| PY04  | San Ignacio                                  | Fuerte Itapirú                           | Misiones, Ñeembucú.                                                | 193           |
| PY05  | Pedro Juan Caballero                         | Fortín Pilcomayo (Frontera c/ Argentina) | Amambay, Concepción, Presidente Hayes.                             | 577           |
| PY06  | Encarnación                                  | Minga Guazú (Intersección PY02)          | Itapúa, Alto Paraná.                                               | 248           |
| PY07  | Cruce Cap. Meza (PY06)                       | Pindoty Porá (Frontera c/ Brasil)        | Itapúa, Alto Paraná, Canindeyú.                                    | 417           |
| PY08  | Coronel Bogado (Intersección PY01)           | Bella Vista Norte                        | Itapúa, Caazapá, Guairá, Caaguazú, San Pedro, Concepción, Amambay. | 588           |
| PY10  | Naranjal                                     | Paraguarí                                | Alto Paraná, Guairá, Paraguarí.                                    | 242           |
| PY11  | Capitán Bado                                 | Puerto Antequera                         | Amambay, San Pedro.                                                | 227           |
| PY13  | Paso Yobái                                   | Intersección PY17 (Frontera c/ Brasil)   | Guairá, Caaguazú, Canindeyú.                                       | 246           |
| PY17  | Salto del Guairá                             | Pedro Juan Caballero                     | Canindeyú, Amambay.                                                | 380           |
| PY18  | Puerto Mayor Otaño                           | Villeta                                  | Itapúa, Caazapá, Guairá, Paraguarí,Central.                        | 358           |
| PY19  | Pilar                                        | Villeta                                  | Ñeembucú, Central.                                                 | 202           |
| PY20  | San Patricio (Intersección PY01)             | Paso de Patria (Intersección PY04)       | Misiones, Ñeembucú.                                                | 230           |
| PY21  | Puerto Indio                                 | Juan de Mena (Intersección PY03)         | Alto Paraná, Caaguazú, Cordillera                                  | 309           |
| PY22  | San Estanislao (Intersección PY03 - Rotonda) | San Lázaro                               | San Pedro, Concepción.                                             | 424           |